# 中国の国立公園

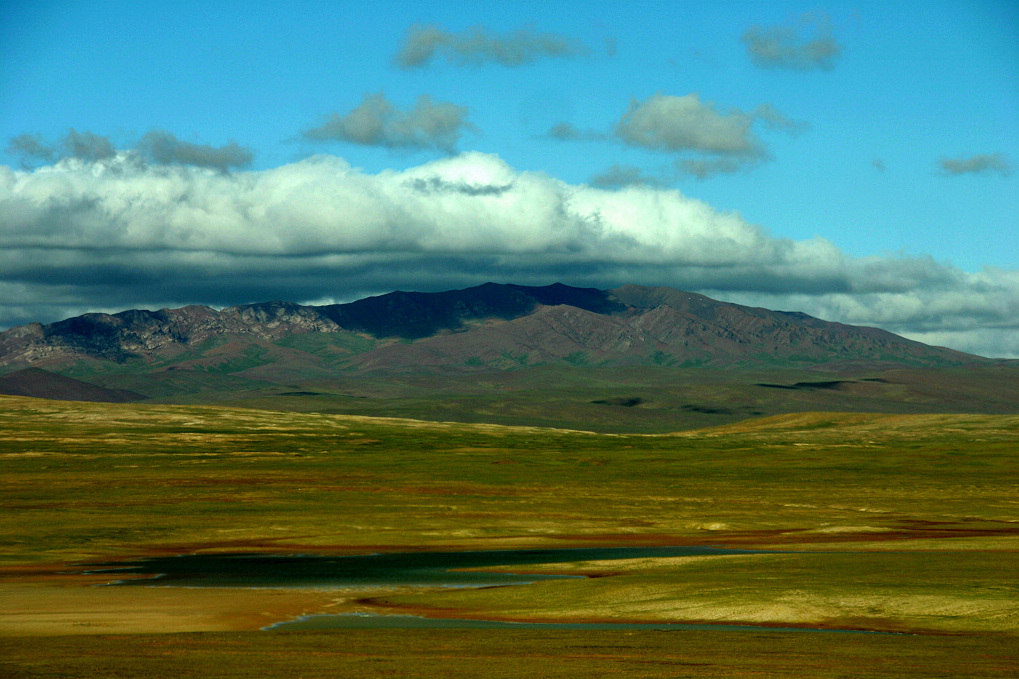
三江源国家公園

中国の国立公園（ちゅうごくのこくりつこうえん、中国語: 中华人民共和国国家公园）は、それまでのおもに観光を目的とした数多くの国家級風景名勝区とは別に、2013年に国立公園（中国語では国家公園）システムを確立する提案として、中国共産党の第18回中央委員会の第3回本会議で発表された。2016年には、この国家公園の最初の実験場所（試点）としてまず「三江源国家公園」、同年内に「武夷山国家公園」、その後、さらに8つの公園が設立・指定された。これらのいくつかは、2020年内にも正式な「国家公園」として設立されることが見込まれていたが、コロナ禍の影響で翌年にずれ込んだ。2021年9月30日に「三江源国家公園」「ジャイアントパンダ国家公園」「北東虎豹国家公園」「海南熱帯雨林国家公園」「武夷山国家公園」の5つが正式な「国家公園」として設立されることになり、10月14日に公表された。

## 現在の状況
2021年9月末に、中国の国家公園システムで正式に設立が認められたのは5か所、他に実験場所として6か所が指定されている。国家公園は国家林業草原局によって管理されている。

## 一覧
中国の正式な国家公園6か所、および実験場所（試点）6か所はそれぞれ次の通りである。
- 三江源国家公園
- ジャイアントパンダ国家公園
- 東北虎豹国家公園
- 福建武夷山国家公园
- 海南熱帯雨林国家公園
- 広東開平孔雀湖国立湿地公園
- 雲南普達措国家公園（試点）
- 湖北神農架国家公園（試点）
- 浙江銭江源国家公園（試点）
- 湖南南山国家公園（試点）
- 北京長城国家公園（試点）
- 祁連山国家公園（試点）